# ماثيو هيد
ماثيو هيد (بالإنجليزية: Mathew Head)‏ هو لاعب دوري الرغبي أسترالي، ولد في 9 مايو 1982 في واجا واجا في أستراليا.